# Ancylocranium barkeri
Ancylocranium barkeri är en ödleart som beskrevs av  Arthur Loveridge 1946. Ancylocranium barkeri ingår i släktet Ancylocranium och familjen Amphisbaenidae.

## Underarter
Arten delas in i följande underarter:
- A. b. barkeri
- A. b. newalae